# Boeica
Boeica, rod gesnerijevki iz podtribusa Leptoboeinae, dio tribusa Trichosporeae. Sastoji se od 16 vrsta. Butan, južna Kina, sjeverna Indija, Mjanmar, sjeverni Vijetnam; sedam vrsta u Kini.

## Etimologija
Modifikacija generičkog imena Boea.

## Opis
To su polugrmovi ili zeljaste biljke, višegodišnje, epipetrični litofiti ili kopnene, rizomatozne, ponekad stoloniferne, sa stabljikom ili rijetko bez stabljike. Listova je nekoliko do mnogo, na stabljici i naizmjenični, zbijeni blizu vrha stabljike ili baze; lisna plojka puberulentna do gusto vunasta ili gola. Cvatovi katkada štitasti, pazušni, jednocvjetni do mnogocvjetne cime; brakteje 2 i nasuprotne, rjeđe nekoliko ili u pršljenima. Čaška aktinomorfna, 5-dijelna od baze; segmenti jednaki. Vjenčić bijel do ružičast ili plav do ljubičast, zigomorfan, iznutra gol ili puberulentan; Prašnika 4, prirasli uz vjenčić blizu baze. Čahura ravna u odnosu na pedicel, linearna do usko duguljasta, mnogo duža od čaške, lokulicidno se odvaja do baze.  Broj kromosoma: 2n = ± 22 (B. brachyandra Ridl.).

## Vrste
1. Boeica arunachalensis D.Borah, R.Kr.Singh, Taram & A.P.Das
2. Boeica brachyandra Ridl.
3. Boeica clarkei Hareesh, L.Wu, A.Joe & M.Sabu
4. Boeica ferruginea Drake
5. Boeica filiformis C.B.Clarke
6. Boeica fulva C.B.Clarke
7. Boeica glandulosa B.L.Burtt
8. Boeica griffithii C.B.Clarke
9. Boeica hirsuta C.B.Clarke
10. Boeica konchurangensis B.H.Quang, D.V.Hai & Mich.Möller
11. Boeica multinervia K.Y.Pan
12. Boeica nutans Ridl.
13. Boeica ornithocephalantha F.Wen, T.V.Do & Y.G.Wei
14. Boeica porosa C.B.Clarke
15. Boeica stolonifera K.Y.Pan
16. Boeica yunnanensis (H.W.Li) K.Y.Pan